# Arthur Darvill
Thomas Arthur Darvill (ur. 17 czerwca 1982 w Birmingham) – brytyjski aktor filmowy, telewizyjny i teatralny oraz muzyk.
Jest on najbardziej znany z roli Rory'ego Williamsa w brytyjskim serialu science-fiction pt. Doktor Who. Rolę tę grał w latach 2010-2012. Grał on również Paula Coatesa w serialu kryminalnym Broadchurch w latach 2013-2017. Od stycznia 2016 roku występuje on jako Rip Hunter w amerykańskim serialu przygodowo-fantastycznym pt. DC’s Legends of Tomorrow.
Jest absolwentem Royal Academy of Dramatic Art.